# 彭康
彭康（1901年8月26日—1968年3月28日），原名彭坚，笔名彭嘉生，江西萍乡人。中國教育家。

## 生平
1952年被任命为交通大学校长，1956年主持交通大学西迁工作，1959年交通大学分立后被任命为西安交通大学首任校长。1968年3月死于文革迫害。

## 其他
- 文化大革命受难者列表